# Wiener Häfen

Lagerhäuser der DDSG am Handelskai

Die Errichtung eines Hafens in Wien war lange Zeit nicht notwendig, da der Donauhandel mit den Länden sein Auskommen fand. Erst der immer stärkere Einsatz von Dampfschiffen verlangte das Vorhandensein von Schutzhäfen. Der Warenumschlag selbst fand trotzdem noch lange Zeit zum größten Teil am Stromhafen statt. Seit 1962/1963 wird die wirtschaftliche Nutzung der Wiener Häfen von einer eigenen, städtischen Gesellschaft, der heutigen Hafen Wien GmbH abgewickelt.

## Geschichte

### Monarchie
Neben den Donauhäfen beziehungsweise Länden gab es im Wien der Donaumonarchie auch noch den Hafen des Wiener Neustädter Kanals. Zuerst lag dieser beim heutigen Bahnhof Wien Mitte, 1847 wurde er auf das Areal des späteren Aspangbahnhofs verlegt.
- Länden

Die erste Form von Schiffsanlegeplätzen in Wien waren die Länden. Dabei handelte es sich um flache Uferstücke mit Sand- oder Schotterboden, auf die die Schiffe zum Be- und Entladen gezogen werden konnten. Länden brauchten freies Hinterland, um den Warentransport auf dem Festland mit Wagen und Pferden durchführen zu können, ohne einander im Weg zu stehen. Der Name „Lände“ leitet sich von Landen ab und ist z. B. für die Heiligenstädter Lände, die Nussdorfer Lände, die Rossauer Lände und die Brigittenauer Lände namengebend. Auch der Salzgries war ein solcher Landeplatz, hier wurde hauptsächlich Salz umgeladen.
- Stromhafen

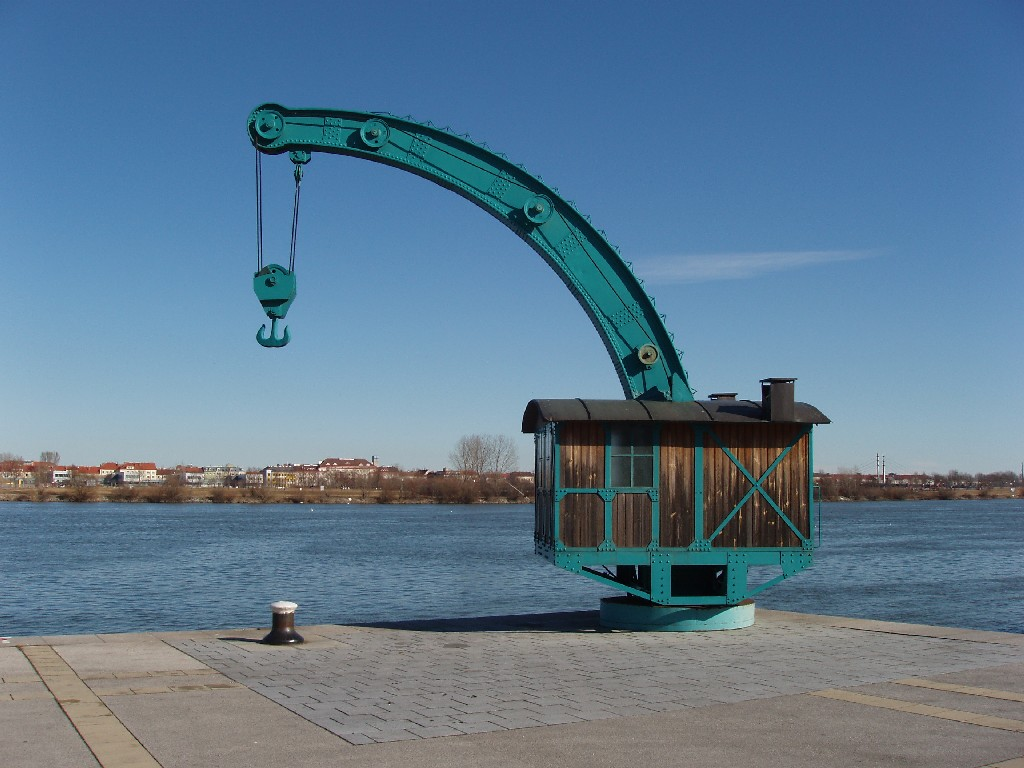
Kran aus der Zeit des Stromhafens

Städtische Lagerhäuser am Handelskai

Über die Anfänge des Stromhafens gibt es nicht sehr viele Informationen. Er entstand nach der 1875 abgeschlossenen Wiener Donauregulierung am rechten Ufer der Donau. Da zu dieser Zeit die Erste Donau-Dampfschiffahrts-Gesellschaft fast das Monopol für die Fracht- und Personenschifffahrt auf dem Strom innehatte, ist anzunehmen, dass bis zum Ende des Ersten Weltkriegs und des darauf folgenden Endes der Donaumonarchie diese Lände großteils der DDSG gehörte. Es hatten aber auch ausländische Gesellschaften hier Liegeplätze mit Güterschuppen, Magazinen und Speichern sowie den notwendigen Ladevorrichtungen: Auf einem Stadtplan um 1930 finden sich Länden der Ungarischen Fluss- und Seeschiffahrt AG., der Jugoslawischen Dampfschifffahrt, ein Umschlagplatz des Bayerischen Lloyds und eine Lände der Süddeutschen Donau-Dampfschiffahrt, dazwischen Lagerhäuser der Stadt Wien.
Am weitesten stromabwärts befand sich auf einem etwa drei Kilometer langen Uferstück der Öl- und Benzinhafen. Die Ölgesellschaften „Vacuum Oil“, „Shell“, „Nova“, „Fanto Benzin“ und „Redeventza“ besaßen hier 50 Tanks.
Der Stromhafen war eine ungefähr 12 Kilometer lange offene Lände, die bei Hochwasser oder Eisstößen den Schiffen keinerlei Schutz gewährte. An das Hinterland angeschlossen war er durch die Donauuferbahn und den Handelskai, die parallel zur Donau verlaufen und aus dem Ländeareal einen schmalen Schlauch von etwa 75 Meter Breite machten.
- Donaukanal

Der Ausbau des Donaukanals zum Handels-, Personen-, Schutz- und Winterhafen wurde 1892 von der Donauregulierungskommission gemeinsam mit der Errichtung der Wiener Stadtbahn im „Gesetz für die Wiener Verkehrsanlagen“ geregelt. Darin vorgesehen waren bei Nußdorf eine Absperrvorrichtung gegen das Einfließen von Wasser vom Hauptstrom – Das Schwimmtor von Wilhelm Freiherr von Engerth bot nicht genügend Schutz – sowie drei, eventuell aber auch vier Wehre samt Kammerschleusen, um die für die Schifffahrt notwendige Wassertiefe zu erzielen. Eine weitere Absperrvorrichtung war nahe der Mündung des Donaukanals in die Donau in Betracht zu ziehen wegen des Rückstaus von Donauhochwässern.
Kaimauern sollten vorläufig auf der Strecke zwischen der Augartenbrücke und der Franzensbrücke auf beiden Seiten des Donaukanals errichtet werden. Im Bereich der Wienflußmündung wurde eine 95 mal 200 Meter große Wasserfläche als Wendebassin für Schiffe errichtet, später aber wieder zugeschüttet und stattdessen der Herrmannpark angelegt.
Aus finanziellen Gründen – für die gleichzeitige Ausführung der beiden Vorhaben fehlte das Geld – und auf Drängen des Militärs – die Stadtbahn verband Kasernen und Bahnhöfe miteinander und diente damit der raschen Truppenverlegung – wurde zuerst die Wiener Stadtbahn errichtet.
Bis zum Jahr 1923, in dem Strombaudirektor Ludwig Brandl (1874–1951) in der Zeitschrift „Die Wasserwirtschaft“, Nummer 13, über die Bauarbeiten berichtete, waren das Absperrwerk und die Kammerschleuse in Nußdorf (zwischen 1894 und 1898), das Kaiserbadwehr (Kaiserbadschleuse, 1904 bis 1908) und die Kaimauern unterhalb der Augartenbrücke errichtet worden. Um den Donaukanal wie projektiert als Hafen fertig ausbauen zu können, fehlte allerdings das Geld.
Mit der Ausgestaltung der Kaimauern beauftragte die Commission für Verkehrsanlagen in Wien im Dezember 1896 Otto Wagner. Nach seinen Plänen wurden die 15 Meter breiten Vorkais errichtet mit einem Standort für den Fischmarkt, eine Anlegestelle für die Personenschifffahrt und Umschlagplätze für den Handel. Ebenfalls von Otto Wagner gestaltet wurden die Wehr- und Schleusenanlage Nußdorf und das Kaiserbadwehr samt zugehörigem Schützenhaus. Das Geld fehlte allerdings auch für den Betrieb der Anlagen in Nußdorf, diese mussten aber des Hochwasserschutzes wegen weiterbetrieben werden und konnten nicht stillgelegt werden.
Da kostendeckende Schleusengebühren der Schifffahrt nicht zumutbar waren, wurde der Bau eines Wasserkraftwerks bei Simmering vorgeschlagen. Über den dort produzierten elektrischen Strom sollten die für den Betrieb der Schutzvorrichtungen notwendigen Finanzmittel lukriert werden.

#### Freudenauer Hafen (Winterhafen, Stromkilometer 1920,1)

Situation des Winterhafens

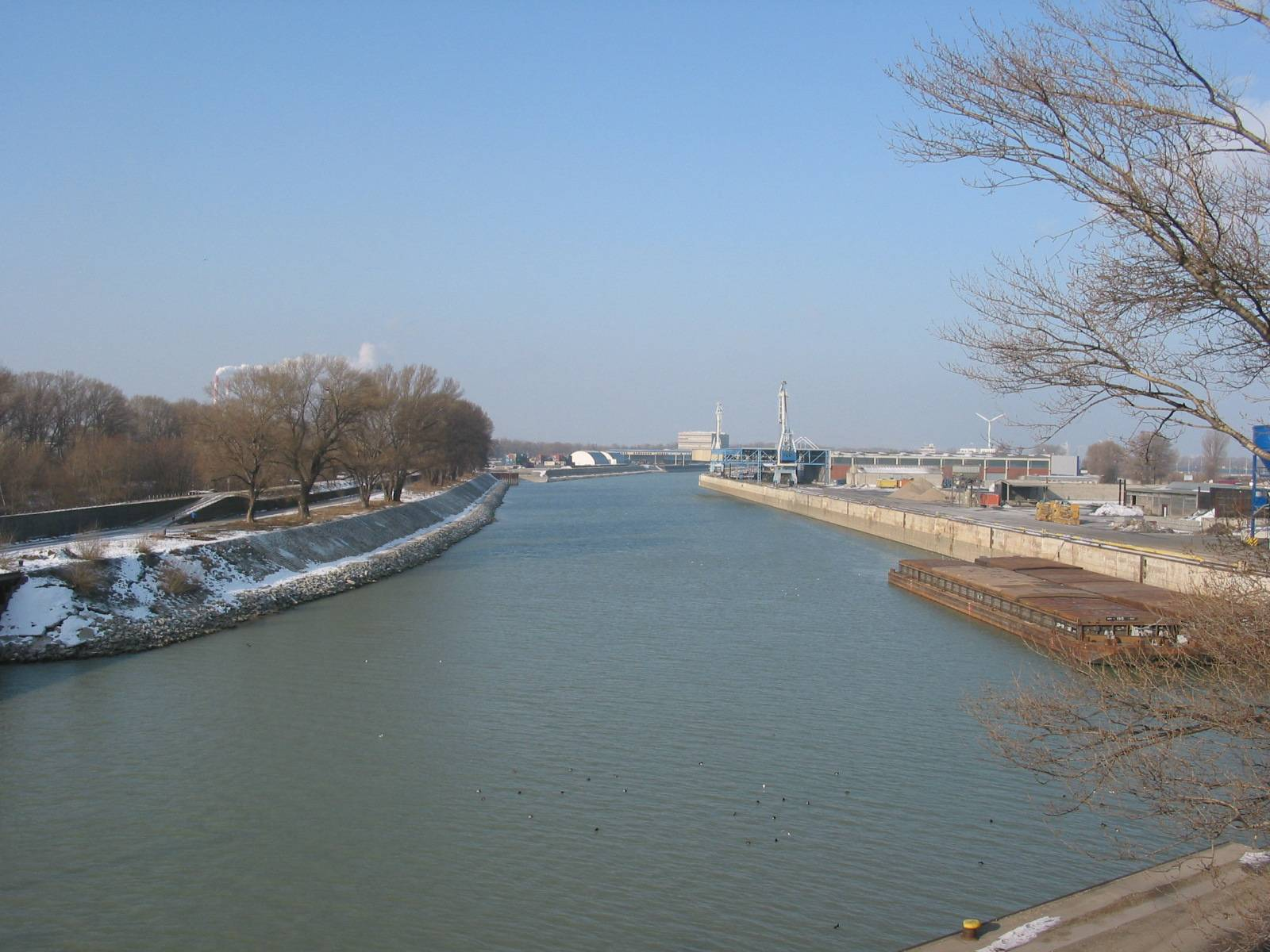
Winterhafen oder Freudenauer Hafen

Der Winterhafen oder auch Freudenauer Hafen sollte bereits im Zuge der Donauregulierung in einem Donaualtarm zwischen Donau und Donaukanal errichtet werden. Geldmangel verhinderte aber den Bau und ließ nur vorbereitende Arbeiten zu.
Ein Hochwasser, das einen Teil des vorbereiteten Hafenbeckens vernichtete und ein später erfolgter Eisstoß, bei dem einige hier überwinternde Schiffe zerstört wurden, machten eine Umplanung zur Hebung der Sicherheit nötig.
Baubeginn war am 8. August 1899 und am 28. Oktober 1902 erfolgte die Eröffnung. Schon vor der Fertigstellung suchten hier während der Wintermonate Schiffe Schutz, darunter einmal fünf Schiffmühlen und ein Wiener Strombad.
Im Jahr 1925 befand sich hier im Winterhafen ein Landeplatz für Schwimmer- und Flugboote, die von der OELAG und der ungarischen Fluglinie Aero-Express genutzt wurde.
Während des Zweiten Weltkriegs waren hier Schwimmerflugzeuge zur Beseitigung von aus der Luft abgeworfenen Magnetminen (Diese sollten den Transport von Erdöl zwischen den rumänischen Erdölfeldern und dem Ölhafen Lobau verhindern. Angeblich wurden durch diese Minen bis zu 300 Tankschiffe versenkt.) stationiert. Außerdem wurde der Freudenauer Hafen als Zwischenstation bei der Verlegung von Wasserflugzeugen zwischen dem Mittelmeer und Norddeutschland verwendet.

#### Kuchelauer Hafen

Der Kuchelauer Hafen

Der Kuchelauer Hafen, ein von der Donau abgetrenntes Hafenbecken, entstand zwischen 1901 und 1903 durch Wiederaufschüttung des 1899 eingerissenen Schleppbahndamms. Gedacht war die Anlage als Vor- und Wartehafen für Wasserfahrzeuge, die über die Schleuse bei Nußdorf in den Donaukanal einfahren wollten.

#### Ausbaupläne (Monarchie und 1. Republik)
Obwohl durch den Zerfall der Österreichisch-Ungarischen Monarchie Wien nicht mehr das Zentrum eines Großreichs war, wurde über die Errichtung weiterer Hafenanlagen nachgedacht, wobei allerdings nur Projekte aus der Monarchie weitergeführt und den neuen Anforderungen angepasst worden waren.
1923 schrieb Baudirektor Ingenieur Ludwig Brandl in der Österreichischen Monatsschrift für den öffentlichen Baudienst und das Berg- und Hüttenwesen (Artikel „Die Ausgestaltung der Hafenanlagen in Wien“) über die verschiedenen Varianten.
- Handelshafen nächst Albern

Die Planung sah vor, den Handelshafen nächst Albern zwischen Donaukanal, Donauuferbahn und dem rechten Hochwasserschutzdamm längs der Schwechat zu errichten. In den neuen Hafen, der über insgesamt drei Hafenbecken und die nötigen Bahnanlagen verfügen sollte, sollte man vom Donaukanal aus einfahren.
- Handels- und Industriehafen Simmering

Der Handels- und Industriehafen Simmering war zwischen der Ostbahnbrücke und der Donauuferbahn am rechten Donaukanalufer geplant. Er wäre damit an der Rückseite der ehemaligen Kaiserebersdorfer Landwehr-Artilleriekaserne im Bereich der heutigen Hauptkläranlage Simmering gelegen.
Vorgesehen war ein zum Donaukanal paralleles Längsbecken mit fünf Seitenbecken sowie umfangreiche Bahnanlagen.
- Industriehafen in der Freudenau

Der Donaukanal sollte in seinem Unterlauf verbreitert werden, um als Schiffsanlegeplatz zu dienen, ohne die durchfahrenden Schiffe zu behindern. Das zusätzlich geplante Hafenbecken wäre im Bereich der Galopprennbahn Freudenau errichtet worden.
- Entlastungsgerinne

Die Planung des Entlastungsgerinnes nahm vieles von der Errichtung der Neuen Donau in Wien voraus. Zwar wird der Planungsstand im Jahr 1923 von Ingenieur Brandl geschildert, aber die Grundidee, als Hochwasserschutz für die Stadt Wien ein Entlastungsgerinne zu errichten, wurde bereits 1911 erwähnt.
Bei Langenzersdorf sollte das etwa 80 Meter breite Entlastungsgerinne von der Donau abzweigen, durch das Inundationsgebiet (Überschwemmungsgebiet) führen und etwa 12 Kilometer unterhalb der Stadt wieder in den Hauptstrom einmünden.
Im Hochwasserfall sollte das Gerinne 2.400 Kubikmeter Wasser pro Sekunde aufnehmen können.
Die aufgeschütteten Ufer sollten als Warenumschlagsplatz und für Industriebetriebe genutzt werden.
Weiters war vorgesehen, das Entlastungsgerinne durch zwei Staustufen zu dritteln und neben der Nutzung als Schifffahrtskanal und Hafen auch noch elektrische Energie zu gewinnen, was den Bau rentabler gemacht hätte.
Über das Projekt, ein Entlastungsgerinne an Stelle des Überschwemmungsgebietes zu errichten und dieses als Hafen auszubauen, schrieb auch die Baudirektion der niederösterreichischen Donau-Regulierungs-Kommission im Jahr 1920, wenn auch nicht so ausführlich.
Konkrete Gründe, warum keines dieser Projekte verwirklicht wurde, sind nicht bekannt. Es ist aber als sicher anzunehmen, dass es Geldmangel und/oder die Weltwirtschaftskrise waren.

### Erste Republik
Nach dem Zusammenbruch der Donaumonarchie ging der bisher staatliche Winterhafen (Freudenauer Hafen) in das Eigentum der Stadt Wien über. Die Stadt, die ohnehin unter Geldmangel litt, konnte in den Hafen, der selbst nur Geld kostete und keinen Gewinn machte, nichts investieren.

### Zeit des Nationalsozialismus
In den „Grundlagen zum Gauwirtschaftsplan von Wien – Teilausarbeitung I – Ausbau der Wiener Hafenanlagen“ beschreibt Otto Broschek 1942 als Leiter der Hafenverwaltung den Ist-Zustand der Hafenanlagen von Wien und deren Leistungsfähigkeit (Stromhafen, Winterhafen), Projekte (Hafen Simmering) und tatsächlich erfolgte Arbeiten (Hafen Albern, Hafen Lobau) sowie deren weiteren Ausbau nach dem Endsieg.
Das Schriftstück sollte die Planungsarbeiten für die Zeit nach dem siegreichen Ende des Krieges, in dem Wien eine wichtige Rolle in der Donauschifffahrt spielen würde, zusammenfassen, weist aber doch auf die kriegsbedingten Schwierigkeiten der sofortigen Verwirklichung hin.

#### Alberner Hafen (Stromkilometer 1918,3)

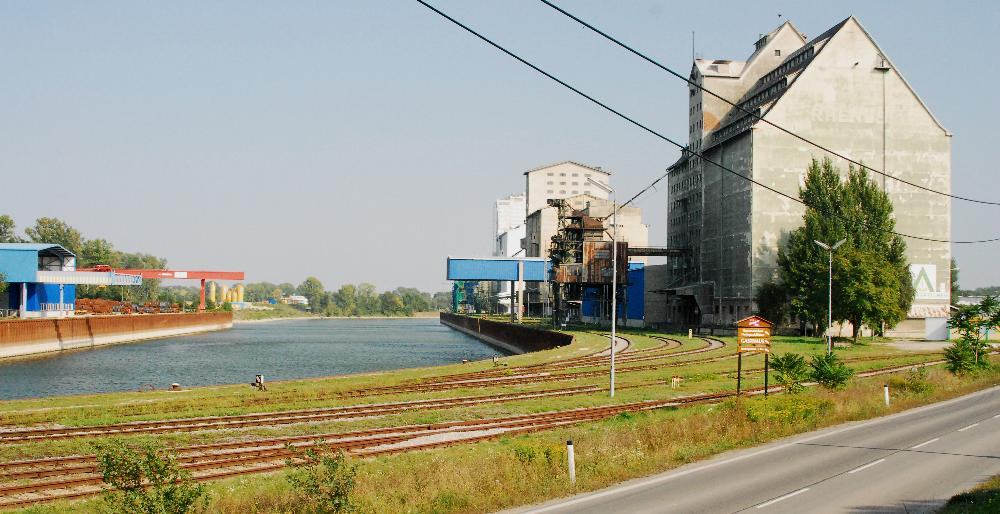
Hafenbecken im Alberner Hafen

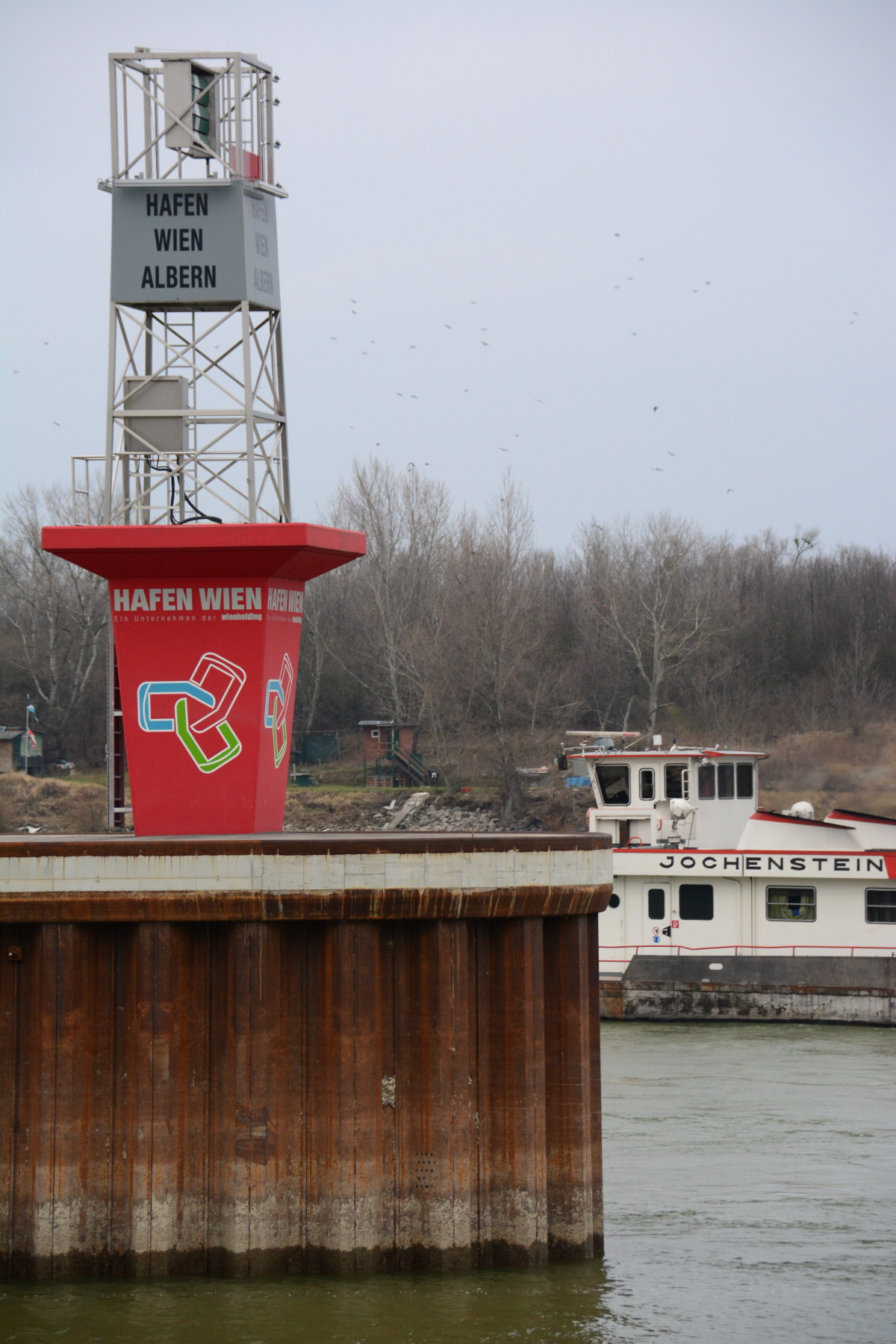
Markierung der Hafenzufahrt

Der „Handelshafen nächst Albern“, 1923 von Baudirektor Ingenieur Ludwig Brandl noch als ein mögliches Projekt für den Ausbau der Hafenanlagen im Raum Wien beschrieben, wurde mit Entschließung des Reichsverkehrsministeriums als eines von mehreren möglichen Hafenbauprojekten am 2. Jänner 1939 zur Durchführung bestimmt. Das Hafenbecken liegt an der ehemaligen Mündung des Neubachs, der im Zuge der Donauregulierung umgeleiteten und 1883 großräumig nach Mannswörth verlegten Mündung der Schwechat.
Baubeginn am ersten Hafenbecken war am 13. März 1939, am 2. Oktober 1941 fuhr das erste Schleppschiff in das fertiggestellte Hafenbecken ein, das mit fünf von sieben geplanten Getreidespeichern verbaut war und dem Alberner Hafen den Spitznamen „Getreidehafen“ einbrachte.
Da die zwei weiteren Hafenbecken erst nach Kriegsende errichtet werden sollten und nicht dem Getreideumschlag dienen sollten, fand Otto Broschek diese Bezeichnung für übertrieben. Laut den angestellten Überlegungen war der beengten Platzverhältnisse an Land wegen nur die Ansiedlung von veredelnden Betrieben möglich, für Industriebetriebe fehlte der Platz.
Um eine Durchspülung des Hafenwassers zu erreichen, die eine Einschwemmung von Fäkalien aus dem Donaukanal verhinderte, wurde die Einleitung des heißen Kühlwassers des Simmeringer Elektrizitätswerks überlegt. Außerdem hoffte man, dass durch diese Maßnahme, die das Wasser in den Hafenbecken erwärmen würde, der Hafen weitgehend eisfrei bleiben würde und auch im Winter befahrbar wäre.
Durch die Errichtung des Alberner Hafens wurden in diesem Bereich der Donau die Strömungsverhältnisse verändert. Dadurch wurden hier kaum noch Ertrunkene angeschwemmt, die bisher im benachbarten Friedhof der Namenlosen beigesetzt worden waren.

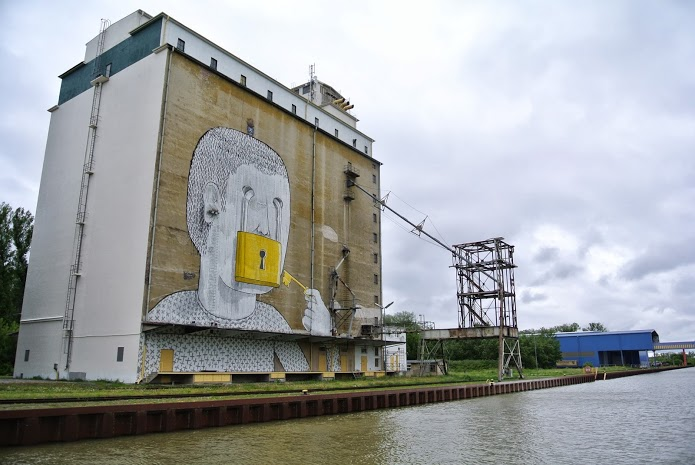
Blus Wandbild im Alberner Hafen, 2010–2013

Als eine Schutzmaßnahme gegen die von der Royal Air Force ab 1944 in die Donau abgeworfenen Magnetminen wurde im Alberner Hafen eine Entmagnetisierungsstelle errichtet, die alle Donauschiffe in regelmäßigen Abständen aufsuchen mussten. Bei Schleppkähnen hielt die Wirkung ungefähr zwei Monate, bei den Motorschiffen einen Monat an.
Im September 2010 bemalte der italienische Streetartkünstler Blu einen der Getreidespeicher im Rahmen des Black River Festivals mit einem riesigen Wandbild, das sich auf die Errichtung des Hafens und der Speicher durch NS-Zwangsarbeiter zwischen 1939 und 1942, sowie die bis dahin noch ausstehende historische Aufarbeitung dieser Tatsache, bezog. Das Werk wurde im Oktober 2013 zerstört.

#### Hafen Lobau (Stromkilometer 1916,4)
Der Bau des Hafens Lobau (heute: „Ölhafen Lobau“) hing stark mit dem lange diskutierten Bau des Donau-Oder-Kanals zusammen. Für große Teile der Strecke waren die Planungsarbeiten weitgehend abgeschlossen, nur im Raum Wien konnte die Frage des Ortes der Einmündung in die Donau nicht geklärt werden.
Verschiedene Vorschläge wurden diskutiert, so ein zur Donau parallel laufender Kanal, in den der Donau-Oder-Kanal einmünden sollte oder auch die Alte Donau. Die direkte Einmündung in die Donau war nur im Raum Langenzersdorf oder Mannswörth möglich, da hier die Schifffahrtsrinne am linken Donauufer verläuft.
Mit Erlass des Reichsverkehrsministeriums vom 7. Oktober 1939 wurde verfügt, den Oder-Donau-Kanal bei Strom-Kilometer 1916,4 in der Lobau münden zu lassen und mit dem Bau des ersten Hafenbeckens an der Mündungsstrecke des Kanals zu beginnen.
Baubeginn am Hafenbecken und der Hafeneinfahrt – die gleichzeitig die spätere Mündung des Oder-Donau-Kanals sein sollte – war am 19. Dezember 1939. Die Aufnahme des Schiffsverkehrs sollte im Frühjahr 1942 erfolgen. Wie auch im Hafen Albern, kamen bei der Errichtung des Kanals und des Ölhafens nach Kriegsbeginn NS-Zwangsarbeiter zum Einsatz. Die Historiker Ina Markova und Stefan Wedrac haben eine Mindestzahl von 1212 Zwangsarbeitern in Albern und der Lobau nachgewiesen, von denen 774 namentlich bekannt sind. Neben Kriegsgefangenen und ungarischen Juden, stammten die Zwangsarbeiter unter anderen aus Frankreich, Belgien und der Sowjetunion.
Im Endausbau, der nach Kriegsende erfolgen sollte, sollte der Hafen über sieben Hafenbecken verfügen. Das erste davon sollte dem Erdölumschlag des aus Rumänien kommenden Erdöls in Richtung der nördlichen Reichsgebiete erfolgen. Das aus dem nahen Zistersdorf im Weinviertel (Niederösterreich) stammende Öl sollte weiterhin von den Ostmärkischen Mineralölwerken verarbeitet werden. Die Verlegung des Öllagers vom Stromhafen hierher wurde der längeren Transportwege per Lastkraftwagen wegen unterlassen.
Neben Öl und Ölprodukten sollte hier aber unter anderem auch Kohle umgeschlagen werden.

#### Projekte (1938–1945)
Abgesehen vom Start der Arbeiten am Donau-Oder-Kanal und des Beginns der Errichtung der beiden neuen Donauhäfen in Wien, die nur im kriegsbedingt notwendigen Mindestmaß errichtet und erst nach dem "Endsieg" im geplanten Ausmaß fertiggestellt werden sollten, führte der Hafendirektor Broschek in den „Grundlagen zum Gauwirtschaftsplan von Wien – Teilausarbeitung I – Ausbau der Wiener Hafenanlagen“ zwei weitere mögliche Projekte an, die aber noch nicht konkret waren und zu denen es erst grundsätzliche Überlegungen gab.
- Hafen Groß-Enzersdorf

Es gab Überlegungen, bei Groß-Enzersdorf im Bereich Kanalkilometer 8 bis Kanalkilometer 10 des Donau-Oder-Kanals einen Hafen zu errichten, um dort Industrie anzusiedeln, die unbedingt Anschluss an das Wasserstraßennetz benötigte.
Es wurde mit 3 Millionen Quadratmetern Grundfläche gerechnet, die für diese Zwecke zur Verfügung standen. Abhängig war diese Planung allerdings von den Einflugschneisen für den bei Aderklaa geplanten Flughafen.
- Hafen Fischamend

Die Mündung der Fischa bei Fischamend hatte bereits die DDSG als Hafen benutzt, die sich ursprünglich sogar gegen den Bau des Winterhafens in der Freudenau ausgesprochen hatte. Später jedoch drängte die DDSG auf die Errichtung des Freudenauer Hafens in Wien.
Wegen eines Steilufers von bis zu 30 Meter Höhe war die Mündung der Fischa als Handelshafen zwar nicht geeignet. Allerdings suchte eine nicht genannte Heeresdienststelle einen Standort für ein Tanklager, welches dort zu errichten möglich gewesen wäre.
Vermutlich auf Grund des weiteren Kriegsverlaufs verlor die unbekannte Dienststelle das Interesse und so wurden diese Pläne nicht weiter verfolgt.

### Zweite Republik
Nach dem Zweiten Weltkrieg gingen auch die Häfen Albern und Lobau in das Eigentum der Stadt Wien über. Da im Endkampf um Wien 1945 das Gebiet entlang des Donaukanals besonders schwer zerstört worden war, wurde im Frühjahr 1946 ein städtebaulicher Ideenwettbewerb über die Neugestaltung ausgeschrieben. Der Vorschlag des Architekten Egon Friedinger sah den Abriss der teilweise beschädigten Roßauer Kaserne und an ihrer Stelle die Errichtung eines Stadtmuseums vor. Weiters sollte in diesem Bereich ein Schmuckhafen errichtet werden.
Der vom Stadtbauamt vorgelegte Generalplan über die Entwicklung der Wiener Hafenanlagen wurde am 1. März 1949 vom Wiener Stadtsenat genehmigt. Erster Schritt war der Ausbau des Freudenauer Winterhafens zum Umschlaghafen für den Stückgutverkehr. Am 12. Juli des gleichen Jahres beschloss der Stadtsenat eine zeitlich begrenzte Bausperre im Bereich der Donaustromlände, der Donaukanallände, des Kaiviertels im 1. und 2. Bezirks, der Hafengebiete Albern und Lobau sowie für die Schwechatregulierung in Zusammenhang mit dem Donau-Oder-Kanal und dem Donau-Adria-Kanal im Raum Wien.
Am 27. Oktober 1953 beschloss der Gemeinderat von Wien, das letzte Teilstück der schwer beschädigten Uferböschungen mit 300 Metern Länge im Vorhafen des Freudenauer Hafens instand zu setzen. Der Kostenaufwand dafür sollte etwa 450.000 Schilling betragen. Die Freudenauer Hafenbrücke, die vom Handelskai kommend sowohl die Hafeneinfahrt als auch den Donaukanal überspannt, wurde am 13. Dezember 1958 durch Bürgermeister Franz Jonas eröffnet. Sie verkürzte die Fahrstrecke zum Alberner Hafen, die bisher über die Rotundenbrücke geführt hatte.
Durch die im Jahr 1962/1963 erfolgte Gründung der Wiener Hafenbetriebsgesellschaft m.b.H. (WHB) wurden der Winterhafen (Freudenauer Hafen), Alberner Hafen und der Ölhafen Lobau aus dem Magistratsverband entlassen.

#### Marina Wien (2., Handelskai 343)

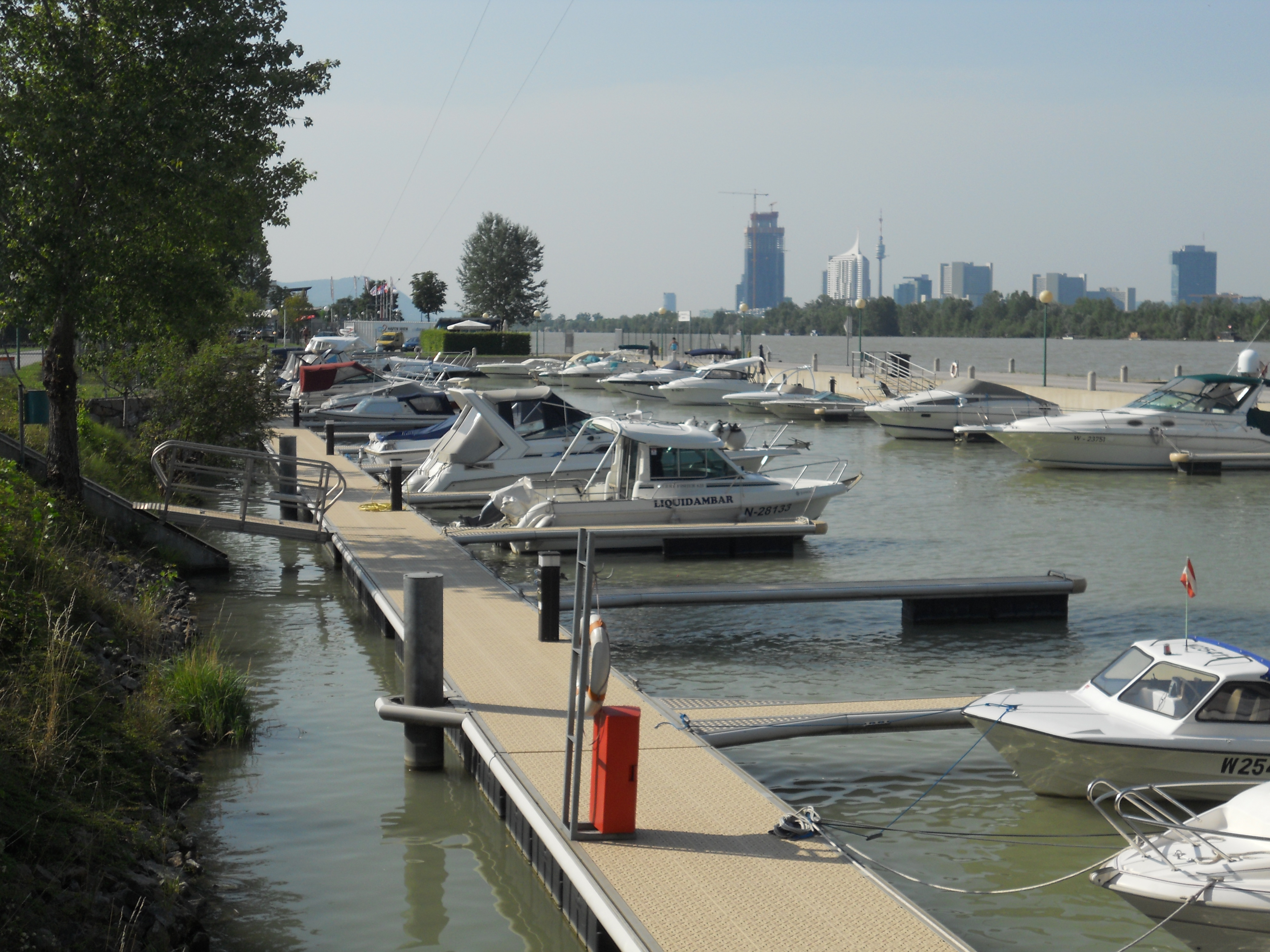
Die Marina Wien

- Sportboothafen
- Schiffsführerschule
- Gastronomie

#### DDSG-Hafen Wien (Stromkilometer 1929,5 - 1928,4; Schifffahrtszentrum, 2., Handelskai 265)
- Zentrum für Personenschifffahrt
- Agenturen und Buchungsstellen
- Gastronomie

#### Jachthafen Kuchelau (19., Kuchelauer Hafenstraße 2)
Über den Zeitpunkt der Errichtung des Yachthafens Kuchelau, der sich knapp unterhalb des Kuchelauer Hafens befindet, und seine Besitzverhältnisse liegen leider keine Angaben vor.
(Schreibung wie im elektronischen Stadtplan der Wiener Stadtverwaltung)